# Computerbandit
Computerbandit (* 1983 in Hanau; bürgerlicher Name Christian Rolf) ist ein deutscher Musiker und Musikproduzent im Bereich der elektronischen Musik.

## Allgemeines
Seit 2019 ist Christian Rolf unter dem Alias Computerbandit als Musikproduzent aktiv. Sein musikalisches Wirken bewegt sich zwischen den Genres Retrowave, Electronica, Electro, Electroclash sowie Synthiepop. Seine Produktionen sind durch den Sound der 80er Jahre geprägt.
Internationale Aufmerksamkeit erlangte er 2021 mit seinem vierten Release und dem darauf enthaltenen Musikstück „You Are Digital“, welches sich viral über seinen Instagram-Account verbreitete. Im gleichen Jahr wurde seine Produktion „You Are Digital“ vom „Magnetic Magazin“ als einer der besten Musikproduktionen des Monats in der Kategorie Synthesizer Tracks ausgezeichnet. Darauf folgten weitere Beiträge in Blogs und Magazinen in Deutschland, den USA, Niederlanden und Belgien.
Neben seinen eigenen Veröffentlichungen realisiert Computerbandit ebenfalls Musik für Synchronisation im Bereich Werbeproduktionen unter anderem für die Marke ASUS.

## Diskografie

### EPs
- 2020: Till Tex
- 2020: By Your Side
- 2021: You Are Digital

### Singles
- 2020: Are You Tired?
- 2021: Popper, Punks & Porsche Drivers
- 2022: Lose Control